# Eulophia corymbosa
Eulophia corymbosa är en orkidéart som beskrevs av Rudolf Schlechter. Eulophia corymbosa ingår i släktet Eulophia och familjen orkidéer.
Artens utbredningsområde är Angola. Inga underarter finns listade i Catalogue of Life.